# サンデー・イン・ザ・パーク
『サンデー・イン・ザ・パーク』は、2005年10月より東海ラジオで放送されていた番組。

## パーソナリティ
- 上田定行
- 青山紀子（当時、東海ラジオアナウンサー）

## 放送時間
- 毎週日曜　12:00-15:00

放送開始～2007年4月1日　　 10:30-13:00
2007年4月1日～2008年10月　12:00-14:00
- プロ野球デーゲーム中継『東海ラジオ ガッツナイタースペシャル』など編成の都合で時間を短縮/放送休止する場合がある。

## 現在のコーナー
- プチグル　イン・ザ・パーク

青山アナが、地元東海地方をはじめ全国各地から絶品グルメを取材・取り寄せ紹介する（大抵は担当者が電話出演する）。紹介したグルメはリスナープレゼントされる。
- 大人のマナークイズ

身近な生活シーンでのマナーについてクイズを出題。フルバージョンの場合は12:20頃に出題、14:25頃に解答・解説。コーナー監修はマナー・語学教育を主に行っているクレースプランナーズの将門律子。正解者には抽選で『さだ袋』か『のり袋』なるものが貰える。
- ようこそ　イン・ザ・パーク

ゲストコーナー。
- トレンド　イン・ザ・パーク

さまざまなジャンルの流行の商品を紹介する。
- エンタメ　イン・ザ・パーク

毎回あらゆるエンターテイメントを取り上げる。主に映画の話題が多い。関連するゲストをスタジオに迎えることもある。
- 役に立たない外国語講座

日常会話･海外旅行で役にたちそうもない外国語を上田が講師役に扮して伝える。伝える外国語は不定期で変わる。このコーナーはCommuf@radio東海ラジオ（毎週木曜日更新。ポッドキャスト対応）でも配信されている。
- ジャズ　イン・ザ・パーク

ジャズに詳しい上田が、分かりやすく解説しながらジャズを紹介する。紹介したCDはプレゼントされる。
- ネイチャー　イン･ザ･パーク

自然や生き物について話を聞く。毎週、海〔担当：杉本幹（鳥羽水族館・学芸員）〕・山〔担当：森豊（御在所ロープウェイ（日本カモシカセンターが閉鎖されるまではセンター理事だった）〕・空（担当：名古屋市博物館・学芸員）について取り上げる。
- アメニティ　イン・ザ・パーク

近藤典子を迎え「快適な生活提案」をコンセプトに生活術を聞く。

## 過去のコーナー
- 教えて　イン・ザ・パーク
- おでかけイン・ザ・パーク

東海地方を中心に気軽に出かけられる場所を紹介。
- グランパスイン・ザ・パーク

グランパスの近況を伝えるコーナー（シーズン中はホーム戦に限り実況録音を使用する）。主に上田がメインとなっていた。
- Dｒ.広瀬のビューティーイン・ザ・パーク（～2009年途中。当番組での放送が終了後は、かにタク言ったもん勝ちで放送されている）

美容に関する質問に答える。取り上げられたリスナーには美容グッズがプレゼントされる。
スポーツ中継等の編成の都合によりサンデー・イン・ザ・パークが放送中止になったとしても、独立番組として放送されていた。